# Ed Gein
Edward Theodore Gein (Avgust 27, 1906 - Julij 26, 1984) je bil ameriški morilec, ki je deloval v okolici svojega doma, v Plainfieldu, Wisconsin, ZDA. Ubil naj bi dva človeka, vendar sumijo, da je bila številka večja. Znan je tudi po tem, da je izkopaval trupla iz lokalnih pokopališč, ki jih je razrezal in razkosal. 

## Otroštvo
Edward Theodore Gein je bil rojen v La Crose County, v zvezni državi Wisconsin. Mati, Augusta Alvina Wilhelmine Gein, je imela bolj kot ne očetovsko vlogo v hiši, saj je bila izjemno stroga. Oče, George Philip Gein je bil pijanec. Imel je starejšega brata Henryja. Živeli so na samotni kmetiji, tako da niso imeli stikov z drugimi prebivalci mesta. Mati je otrokoma dovolila zapustiti kmetijo le ko sta šla v šolo. Mati je bila zagrizena Luterantka, izjemno dominantna, prepričana, da so vse ženske (z njeno izjemo) prostitutke in hudiči. Vsak večer je Edu in njegovemu bratu Henryju brala Biblijo. Ed je obiskoval šolo do svojega 14 leta, vendar ko so kasneje testirali njegov IQ, naj bi bil povprečen. Po končanem 7. razredu je delal na kmetiji in ni imel stikov z zunanjim svetom. 

## Smrti v družini
Oče je umrl 1. aprila, 1940, star 66 let. Razlog je bil zastoj srca, do katerega je prišlo zaradi alkoholizma. Brata Gein sta tako po mestu pomagala pri opravilih, da sta zaslužila za preživetje. Veljala sta za poštena vaščana. Ed je pomagal tudi pri varstvu otrok, saj je pri tem užival.  
Nekega poletnega dne je njihovo posest zajel požar. Ed in Henry sta se borila, da bi požar pogasila, po izjavah Eda je požar ušel nadzoru in tako je tudi izgubil Henryja. Šel je po policijo. Kljub temu, da je trdil, da ne ve, kje je brat, jih je pripeljal točno do Henryjevega trupla. Širile so se govorice, da je Henry imel po glavi modrice, za katere niso našli pojasnila. Policija je sprejela, da je šlo za nesrečo, saj niso opravili obdukcije, prav tako niso sprožili obsežnejše preiskave. Nekateri so sumili, da naj bi ga ubil brat Ed. 
Tako sta ostala sama z materjo, vendar je tudi njo kmalu prizadela kap in jo paralizirala. Ed je skrbno skrbel za mati, vendar jo je kmalu zatem ponovno zadela kap in je umrla. Ed je tako pri svojih 39 letih ostal sam.

## Začetek preiskave
Vse se je začelo 16. novembra, 1957, ko je izginila 57 letna Bernice Worden. Bila je lastnica trgovine v mestu, vendar tistega novembrskega dne trgovine ni odprla. V trgovini so našli mlako krvi in tako se je začelo raziskovanje, kdo stoji za njenim izginotjem. Njen sin je sumil vaškega čudaka, ki je bil redna stranka v njeni trgovini. To je bil Ed Gein. Policija je odšla na njegovo kmetijo, na obrobju mesta. V lopi zraven hiše, je policija našla pogrešano Bernice Worden. Visela je obešena za noge, z glavo navzdol. Truplo je bilo obglavljeno, iz njega je bilo pobrano vso drobovje, prav tako je bilo slečeno iz kože. Eda Geina so priprli, med tem pa so nadaljevali s hišno preiskavo.

### Hišna preiskava
Hiša je bila izjemno umazana, zanemarjena, a najbolj strašno je bilo, kaj je policija našla v hiši. Primer: posode iz lobanj, nosove, človeške kosti, maske narejene iz človeškega obraza (obešene na zidu), stoli, oblazinjeni s človeško kožo, itd. Vse najdbe so bile strašljive, vendar je bila najbolj grozna najdba človeške glave, v vrečki. Bila je ženska, ki je izginila tri leta prej, lastnica bara, Mary Hogan. 

## Psihološko ozadje
Psihiater, ki je govoril z Edom v priporu, je odkril, da ga je materina smrt izjemno prizadela in tudi pustila nek pečat na njem, saj je bila edina oseba, s katero je komuniciral. Po njeni smrti ni vedel niti, kaj naj počne. Ker ga je mati učila, da so vsi ostali ljudje izjemno zlobni, še posebej ženske, je družbo iskal drugače kot ostali. Ponoči je hodil na pokopališča. Začel je spremljati, kdaj so pogrebi in kaj kmalu zatem je ponoči odkopaval trupla. Trupla je nato prinašal v hišo. Je pa še vedno vprašanje, ali je imel s temi trupli tudi spolne odnose in ali je bil prisoten tudi kanibalizem. Ed je dejal, da s trupli ni imel spolnih odnosov, saj naj bi preveč smrdela. 

## Sojenje
21. novembra 1957 je bil Ed na sojenju za umor prve stopnje. Ker je bil spoznan za neprištevnega, so ga poslali v psihiatrično bolnišnico, kjer so ugotovili, da ima shizofrenijo. Leta 1986 so zdravniki sklenili, da Ed lahko prestane kazen. Ponovno sojenje se je začelo 14. novembra, 1968. Trajalo je en teden. Spoznan je bil za krivega umora prve stopnje, a  ponovno spoznan za neprištevnega in poslan v psihiatrično bolnišnico, kjer je tudi umrl. 

## Smrt
26. julija, 1984 je Gein umrl za pljučnim rakom. Pokopan je na pokopališču v Plainfieldu. Njegov grob je bil tarča večkratnega vandalizma.